# Paul Wild

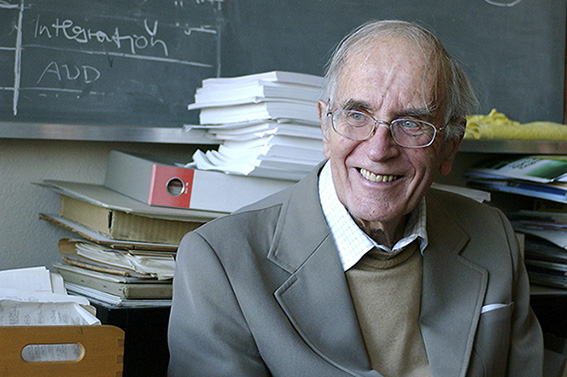
Paul Wild an der Universität Bern (2006)

Paul Wild (* 5. Oktober 1925 in Wädenswil; † 2. Juli 2014 in Wabern bei Bern) war ein Schweizer Astronom.
Wild besuchte die Schulen in Glarus und schloss mit der Matura an der Kantonsschule Trogen ab. Dann studierte er an der ETH Zürich Physik und Mathematik von 1944 bis 1950, wo er Assistent an der Eidgenössischen Sternwarte bei Max Waldmeier war. Im Kanton Glarus traf er 1951 Fritz Zwicky, welcher zu jener Zeit bereits als Ordinarius für Astrophysik am California Institute of Technology (Caltech) tätig war. Zwicky bot Wild eine Assistentenstelle am Caltech in Pasadena (Kalifornien) an, wo Wild daraufhin von 1951 bis 1955 tätig war. Caltech betrieb die beiden astronomischen Observatorien auf Mount Wilson und auf Mount Palomar. Zwicky und Wild erforschten dort Galaxien und Supernovae. Ihre Resultate publizierten sie in drei Bänden.
Wild wurde 1955 nach der Rückkehr in die Schweiz Assistent von Max Schürer an der Universität Bern. Er setzte in Bern die Zusammenarbeit mit Zwicky bei der Suche nach weiteren Supernovae fort. Von 1971 bis 1974 war er Lehrbeauftragter. 1974 promovierte er. Von 1980 bis 1991 war er ordentlicher Professor und Nachfolger von Schürer als Direktor des Astronomischen Instituts.
Am Observatorium Zimmerwald bei Bern entdeckte Wild im Laufe seiner Karriere etwa 94 Asteroiden, darunter auch  Appenzella in Erinnerung an seine Zeit an der Kantonsschule Trogen so genannt, einige erdnahe Asteroiden, sowie sieben Kometen. Als seine wichtigste Entdeckung gilt der periodische Komet Wild 2 (offizielle Bezeichnung: 81P/Wild), den Wild am 6. Januar 1978 als Erster beobachtete. Dieser Komet kam 1974 sehr nahe an den Planeten Jupiter heran und bewegt sich seither zwischen den Bahnen von Mars und Jupiter mit einer Umlaufzeit von 6,4 Jahren. Wild 2 wurde von der NASA als ein Ziel für die Stardust-Mission ausgewählt, um Staubpartikel des Kometen einzufangen und zur Erde zu transportieren.
Wild drückte seine Freude und seinen Stolz über die Auswahl seines Kometen in einem handschriftlichen Brief an die NASA aus. Dieser Brief begleitete auf einem Mikrochip die Mission. Die Sonde kehrte am 15. Januar 2006 zurück zur Erde.
Das von der Stardust-Mission zurückgebrachte Material wurde von unterschiedlichen Forschergruppen analysiert. Die im Schweif dieses sonnenfernen Kometen gefundenen organischen Substanzen (u. a. Glyzin) und Hinweise auf die Existenz von flüssigem Wasser haben weltweit Beachtung gefunden.
Wild war Namensgeber für den Asteroiden (1941) Wild und drei weiterer Kometen (Wild 1, 3, 4).
Wild war Mitglied der International Astronomical Union.
Von 1988 bis 2005 war er Präsident der Fritz-Zwicky-Stiftung.

## Veröffentlichungen
- Die Sonnenkorona im Visier: zum Gedenken an den Zürcher Astronomen Max Waldmeier. In: Neue Zürcher Zeitung. Nr. 244, 19. Oktober 2000, S. 18.
- Ergebnisse der Himmelsüberwachung in Zimmerwald. In: Mitteilungen der Naturforschenden Gesellschaft in Bern. Neue Folge, Band 32, 1975, S. 36.